# Općina Polzela
Općina Polzela (slo.:Občina Polzela) je općina u središnjoj Sloveniji u pokrajini Štajerskoj i statističkoj regiji Savinjskoj. Središte općine je naselje Polzela s 2.375 stanovnika.

## Zemljopis
Općina Polzela nalazi se u središnjem dijelu Slovenije, u jugozapadnom dijelu pokrajine Štajerske. Središnji dio općine je dolina rijeke Savinje u srednjem dijelu njenog toka. Obodni dijelovi općine se nalaze na obližnjim brijegovima i brdima.
U općini vlada umjereno kontinentalna klima. Najvažniji vodotok u općini je rijeka Savinja. Svi ostali vodotoci su mali i njeni su pritoci.

## Naselja u općini
Andraž nad Polzelo, Breg pri Polzeli, Dobrič, Ločica ob Savinji, Orova vas, Podvin pri Polzeli, Polzela, Založe

## Vanjske poveznice
- Službena stranica općine